# Gerichtsamt Treuen
Das Gerichtsamt Treuen war in den Jahren zwischen 1856 und 1874 die unterste Verwaltungseinheit und von 1856 bis 1879 nach der Abschaffung der Patrimonialgesetzgebung im Königreich Sachsen Eingangsgericht. Es hatte seinen Amtssitz in der Stadt Treuen.

## Geschichte
Im Jahre 1856 wurde nach dem Tod des Königs Friedrich August II. von Sachsen unter Regierung von dessen Nachfolger  König Johann nach dem Vorbild anderer Staaten des Deutschen Bundes die Abschaffung der Patrimonialgesetzgebung verordnet. An die Stelle der bisher im Königreich Sachsen in Stadt und Land vorhandenen Gerichte der untersten Instanz traten die zentral gelegenen Bezirksgerichte und Gerichtsämter in nahezu allen größeren Städten. Die Details der Verwaltungsreform regelte das sächsische Gerichtsverfassungsgesetz vom 11. August 1855 und die Verordnung über die Bildung der Gerichtsbezirke vom 2. September 1856.
Stichtag für das Inkrafttreten der neuen Behördenstruktur im Königreich Sachsen war der 1. Oktober 1856. Das neu gebildete Gerichtsamt Treuen unterstand dem Bezirksgericht Plauen. Der Gerichtsbezirk bestand aus Treuen, Altmannsgrün bei Treuen mit Wichen, Buch, Buchwald (Ober- und Unter), Eich mit Eichhäusern, Gospersgrün, Hartmannsgrün, Herlasgrün, Limbach (Ober- und Unter-), Mahnbrück, Mühlwand mit Bünaumühle, Perlas, Pfaffengrün, Schreiersgrün, Unterlauterbach, Veitenhäuser, Weißensand mit Kleinweißensand, Jägerhaus, Schoten- und Walkmühle, Wetzelsgrün und Wolfspfütz.
Die Zivil- und Kriminalgerichtsbarkeit im Weichbild der Stadt wurde in allen ihren Zweigen vom Gerichtsamt Treuen verwaltet. Die Polizei und die Polizeigerichtsbarkeit aber stand, mit Ausnahme des Pass- und Fremdenwesens, welches auch das Gerichtsamt Treuen verwaltete, dem Bürgermeister und städtischem Rat zu, dem somit die gesamte Wohlfahrts-, Sicherheits-, Gewerbe- und Gesindepolizei sowie das Innungswesen unterstand.
Nach der Neustrukturierung der Gerichtsorganisation gemäß dem Gesetz über die Organisation der Behörden für die innere Verwaltung vom 21. April 1873 gingen die Verwaltungsbefugnisse der Gerichtsämter 1874 auf die umgestalteten bzw. neu gebildeten Amtshauptmannschaften über.
Seitdem das bisherige königliche Gericht als königliches Gerichtsamt bezeichnet wurde, führte sein Vorstand den Titel Gerichtshauptmann.
Das Gerichtsamt Treuen wurde im Zuge der Neustrukturierung der sächsischen Gerichtsorganisation gemäß dem Gesetz über die Organisation der Behörden für die innere Verwaltung vom 21. April 1873 in die im Jahre 1874 neugeschaffene Amtshauptmannschaft Auerbach mit Sitz in der Stadt Auerbach/Vogtl. integriert.
Das Gerichtsamt Treuen wurde 1879 auf Grund des Gesetzes über die Bestimmungen zur Ausführung des Gerichtsverfassungsgesetzes im Deutschen Reich vom 27. Januar 1877 und des Gesetzes über die Zuständigkeit der Gerichte in Sachen der nichtstreitigen Gerichtsbarkeit vom 1. März 1879 durch das neu gegründete Amtsgericht Treuen abgelöst.

## Schriftliche Überlieferung
Die Archivalien des Gerichtsamts Treuen werden als Bestand 32960 Gerichtsamt Treuen heute im Sächsischen Staatsarchiv – Staatsarchiv Chemnitz verwaltet. Dieser Bestand umfasst 2,1 laufende Meter Archivgut aus den Jahren 1803 bis 1847.